# Liste von Medailleuren R–Z
Die Liste enthält Medailleure, die für einen Artikel in der Wikipedia tauglich sind und hauptberuflich oder als Künstler-Medailleure Arbeiten geschaffen haben, deren Leben und deren Werk, auch Einzelwerke im Bereich der Medaillenkunst, Gegenstand wissenschaftlicher Forschung sind. Ein zusätzlicher Anhaltspunkt kann die Aufnahme in öffentlichen überregionalen Sammlungen, den großen Münzkabinetten, sein. Sie ist primär eine Findliste, die die betreffenden Artikel der Wikipedia erschließen soll, sekundär auch eine Arbeitsliste, die über den Zugang über das Kategoriensystem der Wikipedia hinausgeht.
Nicht aufgeführt werden im Allgemeinen Medailleure, über die mangels geeigneter Informationen kein Artikel für die Wikipedia geschrieben werden kann, das schließt diejenigen aus, die lediglich für Sammler innerhalb der Numismatik von Interesse und in deren Datenbanken, Spezialsammlungen, Verkaufs- oder Auktionskatalogen gelistet sind.
Eine Vollständigkeit dieser Findliste wird nicht angestrebt.
Neueinträge, für die noch kein eigener Artikel existiert, sollten auf der Listendiskussionsseite vorgestellt und ihre Relevanz vorher begründet dargestellt werden.
Die Tabelle ist sortierbar nach Namen, nach Lebensdaten und nach Wirkungsdaten. Wenn z. B. keine genauen Lebensdaten bekannt sind, so sortiert der Eintrag nach dem Jahrhundert der Geburt. Die Daten der Wirkungszeit sind immer nach den jeweiligen Jahrhunderten geordnet, wodurch sich eine Epochengliederung erschließen lässt. Bei den roten Links (Artikel noch nicht vorhanden) sollte in der Spalte Bemerkungen immer eine Quelle für den ersten Einstieg angegeben sein.

## Liste
A
B
C
D
E
F
G
H
I
J
K
L
M
N
O
P
Q
R
S
T
U
V
W
X
Y
Z
| Name                                           | Lebensdaten                                                                     | Wirkungszeit                                | Land                                     | Bemerkung |
| ---------------------------------------------- | ------------------------------------------------------------------------------- | ------------------------------------------- | ---------------------------------------- | --- |
| R                                              |                                                                                 |                                             |                                          | |
| C. Rabausch                                    | tätig bei Neuss und Drentwett in Augsburg 1838–1870                             | 19. Jh.                                     | Deutschland                              | Signaturen: RABAUSCH F.; C.R.F.; R.F. |
| Hermann Alfred Raddatz                         | 1906 Liegnitz, Niederschlesien – 1962 Düsseldorf                                | 20. Jh.                                     | Deutschland                              | |
| Carl Radnitzky                                 | 1818–1901                                                                       | 19. Jh.                                     | Österreich                               | |
| Waldemar Raemisch                              | 1888–1955                                                                       | 20. Jh.                                     | Deutschland und USA                      | |
| Paolo d’Antonio da Ragusa                      | tätig um 1447–1456                                                              | 15. Jh.                                     | Italien                                  | [ 3 ] |
| Giorgio Rancetti                               | um 1550–1611                                                                    | 16. Jh., 17. Jh.                            | Italien                                  | Beleg: |
| Lothar Rasch                                   | * 1943 Breslau                                                                  | 20. Jh., 21. Jh.                            | Deutschland                              | Graveur im VEB Münze der DDR. |
| Marcel Rau                                     | 1886 Brüssel – 1966 ebenda                                                      | 19. Jh., 20. Jh.                            | Belgien                                  | Beleg: |
| Christian Daniel Rauch                         | 1777–1857                                                                       | 18. Jh., 19. Jh.                            | Deutschland                              | |
| Ants Raud                                      | 1928 Kuusalu, Harjumaa – 2009 Tallinn                                           | 20. Jh., 21. Jh.                            | Estland                                  | Beleg: |
| Alfred Raum                                    | 1872–1935                                                                       | 19. Jh., 20. Jh.                            | Deutschland                              | |
| Jordi Regel, verh. Jordi Truxa                 | * 1973                                                                          | 20. Jh., 21. Jh.                            | Deutschland                              | |
| Heinrich von Rehnen                            | tätig seit 1584, 1604–1624 Münzmeister in Dresden                               | 16. Jh., 17. Jh.                            | Deutschland                              | Münzmeisterzeichen Schwan und später war seine Signatur auch ein Monogramm HR. |
| Johann Christian Reich                         | 1740–1814                                                                       | 18. Jh., 19. Jh.                            | Deutschland                              | Beleg: |
| Johann (John) Matthias Reich                   | 1768–1833                                                                       | 18. Jh., 19. Jh.                            | Deutschland, USA                         | Beleg: |
| Albert Reimann                                 | 1874–1976                                                                       | 19. Jh., 20. Jh.                            | Deutschland                              | |
| Hans Reinhart der Ältere                       | um 1510–1581                                                                    | 16. Jh.                                     | Deutschland                              | |
| Günther Reindorff                              | 1889 St Petersburg – 1974 Tallinn                                               | 20. Jh.                                     | Estland                                  | Beleg: |
| Joseph Reisner                                 | 1859–1929                                                                       | 19. Jh.                                     | Österreich-Ungarn                        | 3. Graveur an der ungarischen Münze in Kremnitz seit 1892 |
| Albert Reiss                                   | 1874–1961                                                                       | 19. Jh., 20. Jh.                            | Deutschland                              | Beleg: |
| József Reményi                                 | 1887–1977                                                                       | 20. Jh.                                     | Ungarn                                   | |
| Richard Renninger                              | 1917 Boyertown, Pennsylvania – 1995 New Holland, Pennsylvania bei Philadelphia. | 20. Jh.                                     | USA                                      | Designer bei Franklin Mint, Signatur: RR |
| Johann Adam Rephun                             | Münzmeister in Darmstadt 1693–1705                                              | 17. Jh., 18. Jh.                            | Deutschland                              | Beleg: |
| Johann Christoph Reteke                        | 1640–1720                                                                       | 17. Jh., 18. Jh.                            | Deutschland                              | Beleg: |
| Eduard Rettenmaier                             | 1865–1923                                                                       | 19. Jh., 20. Jh.                            | Deutschland                              | Beleg: |
| Georg Christian Reuss                          | 1708–1710 Münzmeister in Bremen                                                 | 18. Jh.                                     | Deutschland                              | Signatur: GCR |
| Charles Jean Richard                           | * 1832 Genf                                                                     | 19. Jh.                                     | Schweiz                                  | Beleg: |
| Charles Douglas Richardson                     | 1853–1932                                                                       | 19. Jh., 20. Jh.                            | Australien                               | Signatur: CDM |
| Etha Richter                                   | 1883–1977                                                                       | 19. Jh., 20. Jh.                            | Deutschland                              | |
| Georg Nicolaus Riedner                         | Münzmeister in Nürnberg 1764–1793. † 1793 Nürnberg                              | 18. Jh.                                     | Deutschland                              | Beleg: Signatur unter Münzwardein Sigmund Scholz in Nürnberg: S. (N) R. |
| Joachim Rieß                                   | * 1937 Chemnitz                                                                 | 20. Jh., 21. Jh.                            | Deutschland                              | |
| Johann Adam Ries                               | 1813 Kulmbach – 1889 München                                                    | 19. Jh.                                     | Deutschland                              | |
| Ernst Friedrich August Rietschel               | 1804–1861                                                                       | 19. Jh.                                     | Deutschland                              | |
| Maxime Rips                                    | * 1942                                                                          | 20. Jh., 21. Jh.                            | Frankreich                               | Belege: |
| Adolphe Rivet                                  | * 1855 Périgueux – 1925 Gentilly (Seine)                                        | 19. Jh., 20. Jh.                            | Frankreich                               | Beleg: |
| Michael Rizzello                               | 1926 London – 2004 ebenda                                                       | 20. Jh., 21. Jh.                            | Vereinigtes Königreich                   | Beleg: |
| Gilroy Roberts                                 | 1905 Philadelphia – 1992 Havertown, Pennsylvania                                | 20. Jh.                                     | USA                                      | 9. Chief Engraver der United States Mint. Signatur: GR Monogramm |
| John Emmanuel Roberts                          | 1946 Neath, Glamorgan – 2002 Friston Forest, East Sussex                        | 20. Jh., 21. Jh.                            | Vereinigtes Königreich                   | Beleg: |
| Dave Robertson                                 | Design von Münzen seit 2011.                                                    | 21. Jh.                                     | Neuseeland                               | Arbeitet u. a. für die Reserve Bank of New Zealand im Design von Gedenkmünzen. |
| Heinz Rodewald                                 | 1932 Zdunska-Wola, Polen – 1993 Berlin                                          | 20. Jh.                                     | Deutschland                              | Signatur: R |
| Pierre Rodier                                  | * 1939 Paris                                                                    | 20. Jh., 21. Jh.                            | Frankreich                               | Signatur: Eine Biene |
| Emy Roeder                                     | 1890–1971                                                                       | 20. Jh.                                     | Deutschland                              | |
| Georg Roemer                                   | 1868–1922                                                                       | 19. Jh., 20. Jh.                            | Deutschland                              | |
| Friedrich Ernst Roessler                       | 1813 Darmstadt – 1883 Frankfurt                                                 | 19. Jh.                                     | Deutschland                              | |
| Hector Johann Roessler                         | 1779 Darmstadt – 1857                                                           | 18. Jh., 19. Jh.                            | Deutschland                              | Münzmeister in Darmstadt. Vater von Friedrich Ernst Roessler. |
| Charles Norbert Roëttiers                      | 1720–1772                                                                       | 18. Jh.                                     | Frankreich                               | Beleg: |
| Jacques II Roëttiers                           | 1698 Bromley (Kent) – 1772 Brüssel                                              | 18. Jh.                                     | Belgien                                  | Beleg: |
| Jacques Roëttiers                              | 1707–1784                                                                       | 18. Jh.                                     | Frankreich                               | Auch genannt Roëttiers de la Tour, James (IV) |
| James (I) Roëttiers                            | 1663–1698                                                                       | 17. Jh.                                     | Vereinigtes Königreich                   | Beleg: |
| John (I) Roëttiers                             | 1631 Antwerpen – 1703 London                                                    | 17. Jh., 18. Jh.                            | Vereinigtes Königreich                   | Beleg: |
| Joseph Roëttiers                               | 1635–1703                                                                       | 17. Jh., 18. Jh.                            | Vereinigtes Königreich und Frankreich    | Beleg: |
| Joseph Charles Roëttiers                       | 1693–1779                                                                       | 18. Jh.                                     | Frankreich                               | Beleg: |
| Norbert Roëttiers                              | 1665–1727                                                                       | 17. Jh., 18. Jh.                            | Frankreich                               | Beleg: |
| Emile Rogat                                    | 1770–1852                                                                       | 18. Jh., 19. Jh.                            | Frankreich                               | Beleg: |
| Karl Röhrig                                    | 1886–1972                                                                       | 20. Jh.                                     | Deutschland                              | |
| Garcilaso Rollán                               | * 1957                                                                          | 20. Jh.; 21. Jh.                            | Spanien                                  | Maler und Graveur der königlichen Münze FNMT-RCM, Entwerfer der spanischen Euromünzen zu 1, 2 und 5 Cent |
| Giuseppe Romagnoli                             | 1872–1966                                                                       | 19. Jh., 20. Jh.                            | Italien                                  | |
| Gasparo Romanelli                              | tätig 1560–1609                                                                 | 16. Jh., 17. Jh.                            | Italien                                  | Beleg: |
| Gerhard Rommel                                 | 1934–2014                                                                       | 20. Jh., 21. Jh.                            | Deutschland                              | |
| Giovanni Cristoforo Romano                     | 1465–1512                                                                       | 15. Jh., 16. Jh.                            | Italien                                  | Beleg: und offline. |
| Werner Rosenthal                               | * 1931 Lohmen                                                                   | 20. Jh., 21. Jh.                            | Deutschland                              | Beleg: |
| Alberto Francisco Rossi                        | * 1878 Buenos Aires                                                             | 19. Jh., 20. Jh                             | Argentinien                              | Signatur: C. Y AF. ROSSI für die Firma Constante y Alberto F. Rossi |
| Constante Rossi                                | 1872 Buenos Aires - 1940                                                        | 19. Jh., 20. Jh                             | Argentinien                              | Signatur: C. Y AF. ROSSI für die Firma Constante y Alberto F. Rossi |
| Giovanni Antonio de Rossi                      | 1517–nach 1573                                                                  | 16. Jh.                                     | Italien                                  | Beleg: |
| Orietta Rossi                                  | * 1968 Rom                                                                      | 20. Jh., 21. Jh.                            | Italien                                  | Beleg: |
| Benno Rost                                     | 1888 Rosendorf Kreis Tetschen – 1966 Wien                                       | 20. Jh.                                     | Österreich                               | |
| Johann Baptist Roth                            | 1802 Wien – 1869 ebenda                                                         | 19. Jh.                                     | Österreich                               | Beleg: |
| Karl Roth                                      | 1900–1967                                                                       | 20. Jh.                                     | Deutschland                              | Signatur: R |
| Constantin Rothe                               | 1600–1678                                                                       | 17. Jh.                                     | Deutschland                              | Signatur: CR |
| Adolf Rothenburger                             | 1883–1972                                                                       | 20. Jh.                                     | Deutschland                              | Beleg: |
| Roland Rother                                  | 1944–2024                                                                       | 20. Jh., 21. Jh.                            | Deutschland                              | |
| Louis Oscar Roty                               | 1846–1911                                                                       | 19. Jh., 20. Jh.                            | Frankreich                               | Beleg: |
| Émile Rousseau                                 | 1927 Paris – 2010 ebenda                                                        | 20. Jh., 21. Jh.                            | Frankreich                               | Hauptgraveur der Pariser Münze von 1974 bis 1994. |
| Giovanni Francesco Ruberti                     | tätig 1483–1526                                                                 | 15. Jh., 16. Jh.                            | Italien                                  | Beleg: und offline. |
| Christoph Lorenz Ruckdeschel                   | 1721 Bayreuth – 1768 ebenda                                                     | 18. Jh.                                     | Deutschland                              | Münzmeister in Bayreuth 1742–1765. Signaturen: L.R.; C·L·R |
| Johann Peter Rüdesheim                         | Münzmeister in Düsseldorf 1783–1804                                             | 18. Jh., 19. Jh.                            | Deutschland                              | Signaturen: P.R.; R. Beleg: |
| Gra Rueb                                       | 1885 Breda – 1972 Den Haag                                                      | 19. Jh., 20. Jh.                            | Niederlande                              | Beleg: |
| Eugen Ruhl                                     | * 1933 Enzberg-Mühlacker, Baden-Württemberg                                     | 20. Jh., 21. Jh.                            | Deutschland                              | Beleg: |
| Wilhelm von Rümann                             | 1850–1906                                                                       | 19. Jh., 20. Jh.                            | Deutschland                              | |
| Berthold Rungas                                | 1889–1964                                                                       | 20. Jh.                                     | Deutschland                              | Beleg: |
| Barbara Ruppel                                 | * 1937                                                                          | 20. Jh., 21. Jh.                            | Deutschland                              | |
| Alfonso Ruspagiari                             | 1521–1576                                                                       | 16. Jh.                                     | Italien                                  | Beleg: und offline. |
| Sneschana Russewa-Hoyer                        | * 1953 Krushari, Bulgarien                                                      | 20. Jh. 21. Jh.                             | Bulgarien und Deutschland                | Ehefrau von Heinz Hoyer |
| Lubomir Ruzicka                                | * 1938 Vyškově, Mähren.                                                         | 20. Jh., 21. Jh.                            | Tschechien                               | Beleg: Lubomir Ruzicka hat die tschechoslowakische 10-Kronen-Münze 1966 zur 1100-Jahr-Feier Mährens entworfen, zusammen mit Jan Solpera. |
| S                                              |                                                                                 |                                             |                                          | |
| Félix Sagau y Dalmau de Galcerán               | 1786 Barcelona – 1850 Madrid                                                    | 19. Jh.                                     | Spanien                                  | Beleg: |
| Horst Sagert                                   | 1934–2014                                                                       | 20. Jh., 21. Jh.                            | Deutschland                              | |
| Ferdinand de Saint-Urbain                      | 1658–1738                                                                       | 17. Jh., 18. Jh.                            | Frankreich                               | Beleg: |
| René de Saint-Marceaux                         | 1845–1915                                                                       | 19. Jh., 20. Jh.                            | Frankreich                               | |
| André Pierre Sales                             | * 1860                                                                          | 19. Jh.                                     | Frankreich                               | Beleg: |
| Sylvain Salières                               | 1865–1920                                                                       | 19. Jh., 20. Jh.                            | Frankreich                               | Beleg: |
| Harald Salomon                                 | 1900–1990                                                                       | 20. Jh.                                     | Dänemark                                 | Signatur S oder HS |
| Francesco da Sangallo                          | 1494–1576                                                                       | 16. Jh.                                     | Italien                                  | Beleg: und offline. |
| Paolo Sanquirico                               | 1568–1630                                                                       | 16. Jh., 17. Jh.                            | Italien                                  | Beleg: |
| Girolamo Santacroce                            | 1498–1533                                                                       | 16. Jh.                                     | Italien                                  | Beleg: und offline. |
| Enrico Saroldi                                 | 1876 Carmagnola – 1954 Mailand                                                  | 19. Jh., 20. Jh.                            | Italien                                  | Beleg: |
| Thomas Sasseen                                 | tätig 1950–1974 an der South African Mint, Pretoria                             | 20. Jh.                                     | Südafrika                                | Signatur: T.S. |
| George William de Saulles                      | 1862–1903                                                                       | 19. Jh., 20. Jh.                            | Vereinigtes Königreich                   | |
| Sperandio da Mantova Savelli da Roma           | 1425–1504                                                                       | 15. Jh., 16. Jh.                            | Italien                                  | Beleg: und offline. |
| Antonio Schabel                                | 1725–1805                                                                       | 18. Jh., 19. Jh.                            | Österreich und Italien                   | Beleg: |
| August Schabel                                 | 1845–1920                                                                       | 19. Jh., 20. Jh.                            | Deutschland                              | Beleg: |
| Hans Schaefer                                  | 1875 Sternberg, Mähren – 1933 Chicago, USA                                      | 19. Jh., 20. Jh.                            | Österreich und USA                       | Beleg: |
| Anton Schäfer                                  | 1722 Düsseldorf – 1799 Mannheim                                                 | 18. Jh.                                     | Deutschland                              | Signatur: A·S |
| Bruno Schäfer                                  | 1883 Leipzig – 1957 Frankfurt am Main                                           | 19. Jh., 20. Jh                             | Deutschland                              | |
| Karl Schäfer                                   | seit 1874 bei Mayer & Wilhelm in Stuttgart tätig                                | 19. Jh.                                     | Deutschland                              | Beleg: |
| Anton Schäffer                                 | 1722 Düsseldorf – 1799 Mannheim                                                 | 18. Jh.                                     | Deutschland                              | |
| Fritz Schaper                                  | 1841–1919                                                                       | 19. Jh., 20. Jh.                            | Deutschland                              | |
| Anton Scharff                                  | 1845–1903                                                                       | 19. Jh., 20. Jh.                            | Österreich                               | Signaturen: AS Monogramm, A.S. |
| Edwin Scharff                                  | 1887–1955                                                                       | 20. Jh.                                     | Deutschland                              | |
| Johann Michael Scharff                         | 1806–1855                                                                       | 19. Jh.                                     | Österreich                               | Vater von Anton Scharff und offline. |
| Johann Christoph Schaupp                       | 1685–1757                                                                       | 18. Jh.                                     | Deutschland                              | |
| Martin Schauss                                 | 1867–1927                                                                       | 19. Jh., 20. Jh.                            | Deutschland                              | |
| Werner Scheffel                                | 1912–1996                                                                       | 20. Jh.                                     | Deutschland                              | |
| Franz Andreas Schega                           | 1711–1787                                                                       | 18. Jh.                                     | Deutschland                              | Signatur: SCHEGA F. |
| Richard Scheibe                                | 1879–1964                                                                       | 19. Jh., 20. Jh.                            | Deutschland                              | |
| Herbert Schellbach                             | * 1907 Meissen                                                                  | 20. Jh.                                     | Deutschland                              | Graveur von Prägestempeln in Meissen. |
| Jürgen Schellbach                              | * 1941 Meissen                                                                  | 20. Jh., 21. Jh.                            | Deutschland                              | Graveur von Prägestempeln in Meissen. Sohn von Herbert Schellbach. |
| Hans Schenck                                   | 1500–1566                                                                       | 16. Jh.                                     | Deutschland                              | gen. Scheutzlich |
| Friedrich Schenkel                             | 1877–?                                                                          | 19. Jh., 20. Jh.                            | Deutschland                              | Beleg: |
| Heinz Schiestl                                 | 1867–1940                                                                       | 19. Jh., 20. Jh.                            | Deutschland                              | Designer von Notgeld |
| Georg Schiller                                 | 1822–1906                                                                       | 19. Jh., 20. Jh.                            | Deutschland                              | Beleg: |
| Emil Schilling                                 | Medailleur in Berlin 1844–1865                                                  | 19. Jh.                                     | Deutschland                              | Beleg: |
| Oswald Schimmelpfennig                         | 1872–um 1944                                                                    | 19. Jh., 20. Jh.                            | Deutschland                              | Beleg: |
| Karl Friedrich Schinkel                        | 1781–1841                                                                       | 18. Jh., 19. Jh.                            | Deutschland                              | |
| Maria Schlafhorst                              | 1865–1925                                                                       | 19. Jh., 20. Jh.                            | Deutschland                              | Beleg: |
| Johann Wilhelm Schlemm                         | Münzmeister in Clausthal 1753–1788†                                             | 18. Jh.                                     | Deutschland                              | Signatur: I.W.S. |
| Walter Schluep                                 | 1931 San Feliu de Guixols, Spanien – 2016 Montreal, Kanada                      | 20. Jh., 21. Jh.                            | Kanada                                   | Beleg: und offline. |
| Henning Schlüter                               | Münzmeister in Goslar und Zellerfeld 1623–1672†                                 | 17. Jh.                                     | Deutschland                              | Signatur: HS |
| Walther Schmarje                               | 1872–1921                                                                       | 19. Jh., 20. Jh.                            | Deutschland                              | |
| Adolf Schmid                                   | 1867–nach 1932                                                                  | 19. Jh., 20. Jh.                            | Deutschland                              | Beleg: |
| Fritz Schmidt                                  | 1876–1935                                                                       | 19. Jh., 20. Jh.                            | Deutschland                              | Beleg: |
| Heinrich Schmidt                               | 1877 Übernahme der Prägeanstalt Drentwett in Augsburg                           | 19. Jh., 20. Jh.                            | Deutschland                              | |
| Rudolf Schmidt                                 | 1894–1980                                                                       | 20. Jh.                                     | Österreich                               | |
| Ursula Schmidt-Malzahn                         | 1975 Künstlerin in Hamburg                                                      | 20. Jh.                                     | Deutschland                              | Entwurf der 5-Deutsche-Mark-Gedenkmünze „Europäisches Denkmalschutzjahr 1975“ |
| Balthasar Schmitt                              | 1858–1942                                                                       | 19. Jh., 20. Jh.                            | Deutschland                              | |
| Adolf Schmitz                                  | 1825–1894                                                                       | 19. Jh.                                     | Deutschland                              | Signatur: A. SCHMITZ |
| Heinrich Schneider                             | 1859–1926                                                                       | 19. Jh.; 20. Jh.                            | Deutschland                              | |
| Christian Schnitzspahn                         | 1829–1877                                                                       | 19. Jh.                                     | Deutschland                              | 1829 in Darmstadt geboren und starb dort 1877 |
| Tobias Johann von Schöbel                      | 1705 – 1789 Günzburg                                                            | 18. Jh.                                     | Österreich                               | Signatur: S·F· zusammen mit Joseph Fabi auf den Maria Theresien Talern von 1780 |
| Sigmund Scholz                                 | Münzwardein in Nürnberg 1760–1779                                               | 18. Jh.                                     | Deutschland                              | Signatur: S.(N)R. zusammen mit Münzmeister Georg Nicolaus Riedner. Siehe dort. |
| Helene Scholz-Zelezny                          | 1882–1974                                                                       | 19. Jh., 20. Jh.                            | Österreich                               | |
| Johann Georg Schomburg                         | um 1680 – 1745 Dresden                                                          | 17. Jh., 18. Jh.                            | Deutschland                              | Signatur: I.G.S. Kurfürstentum Sachsen, Münzstätte Dresden |
| Josef Schön                                    | 1809 Wien – 1843 ebenda                                                         | 19. Jh.                                     | Österreich                               | Signatur: I. SCHÖN |
| Walter Schott                                  | 1861–1938                                                                       | 19. Jh., 20. Jh.                            | Deutschland                              | |
| Johannes Petrus Schouberg                      | 1798 The Hague – 1864 Utrecht                                                   | 19. Jh.                                     | Niederlande                              | Signatur J.P. Schouberg |
| Jacob Schröder                                 | um 1650 – 1718 Hamburg                                                          | 17. Jh., 18. Jh.                            | Deutschland                              | Signatur: I.S. |
| Henning Schreiber                              | Münzmeister in Clausthal 1622–1640 †                                            | 17. Jh.                                     | Deutschland                              | Signaturen: HS mit einem Zainhaken unterschiedlicher Stellung, auch ohne Zainhaken. |
| Eugen Schroth, oder auch Schrott               | 1862 Wien – 1945 Wien                                                           | 19. Jh., 20. Jh.                            | Österreich                               | Signatur Eugen Schrott auf der Medaille 1904 der Lehrlingsarbeiten Ausstellung Wien. |
| Siegmund Schütz                                | 1906–1998                                                                       | 20. Jh.                                     | Deutschland                              | |
| Anton Schultz                                  | ca. 1690 Stockholm – 1736 Moskau                                                | 18. Jh.                                     | Dänemark und Russland                    | |
| Otto Schultz (Medailleur)                      | 1848 Berlin – 1911 ebenda                                                       | 19. Jh., 20. Jh.                            | Deutschland                              | Beleg: |
| Fritz Schulz                                   | 1909–1994                                                                       | 20. Jh.                                     | Deutschland                              | |
| Helmut Schulz                                  | 1906 Weinböhla bei Dresden – 1984 Coswig bei Dresden                            | 20. Jh.                                     | Deutschland                              | Beleg: |
| Kurt Schumacher                                | 1905–1942                                                                       | 20. Jh.                                     | Deutschland                              | |
| André-Pierre Schwab                            | 1883–1969                                                                       | 19. Jh., 20. Jh.                            | Frankreich                               | Beleg: |
| Karl-Tobias Schwab                             | 1887–1967                                                                       | 19. Jh., 20. Jh.                            | Deutschland                              | |
| Heinrich Schwabe                               | 1847–1924                                                                       | 19. Jh., 20. Jh.                            | Deutschland                              | |
| Stefan Schwartz                                | 1851–1924                                                                       | 19. Jh., 20. Jh.                            | Ungarn & Österreich                      | |
| Hans Schwarz                                   | 1492–um 1550                                                                    | 16. Jh.                                     | Deutschland                              | |
| Anna Franziska Schwarzbach                     | * 1949                                                                          | 20. Jh., 21. Jh.                            | Deutschland                              | |
| Hans Schwegerle                                | 1882–1950                                                                       | 20. Jh.                                     | Deutschland                              | |
| Hans Herbert Schweitzer                        | 1901–1980                                                                       | 20. Jh.                                     | Deutschland                              | Pseudonym: Mjölnir bzw. Mjoelnir |
| Karl Schwenzer                                 | 1843–1904                                                                       | 19. Jh., 20. Jh.                            | Deutschland                              | |
| Johann Schwerdtner                             | 1834–1920                                                                       | 19. Jh., 20. Jh.                            | Österreich                               | Beleg: |
| Georg Wilhelm Schwind                          | 1853–1906                                                                       | 19. Jh., 20. Jh.                            | Deutschland                              | Beleg: |
| Giuliano di Scipione Amici                     | aktiv 1464–1471                                                                 | 15. Jh.                                     | Italien                                  | Beleg: |
| Gregorio Sciltian                              | 1900 Nachitschewan am Don – 1985 Rom                                            | 20. Jh.                                     | Italien                                  | Russisch-armenisch italienischer Künstler |
| Ronald Searle                                  | 1920–2011                                                                       | 20. Jh., 21. Jh.                            | Vereinigtes Königreich                   | |
| Martin Sebald                                  | 1807–1889 Augsburg                                                              | 19. Jh.                                     | Deutschland                              | Beleg: |
| Engelbert Secker                               | 1841 Offenbach – 1916 Hamburg                                                   | 19. Jh.; 20. Jh.                            | Deutschland                              | Hamburger Medaillenverleger |
| Franziska von Seeger                           | tätig ab 1905, Lebensdaten nicht ermittelt                                      | 20. Jh.                                     | Deutschland                              | Beleg: |
| Carl Ludwig Seffner                            | 1861 Leipzig – 1932 ebenda                                                      | 19. Jh., 20. Jh.                            | Deutschland                              | Beleg: |
| Ernst Seger                                    | 1868–1939                                                                       | 19. Jh., 20. Jh.                            | Deutschland                              | |
| Josef Seger                                    | 1908–1998                                                                       | 20. Jh.                                     | Österreich                               | Designer von Banknoten, auch im 3. Reich |
| Sonja Seibold                                  | * 1932                                                                          | 20. Jh., 21. Jh.                            | Deutschland                              | |
| Wenzel Seidan                                  | 1817 Prag – 1870 Wien                                                           | 19. Jh.                                     | Österreich                               | Beleg: |
| Paul Seiler                                    | 1873–1934                                                                       | 19. Jh., 20. Jh.                            | Deutschland                              | |
| Josef Šejnost                                  | 1878–1941                                                                       | 19. Jh., 20. Jh.                            | Tschechien                               | |
| Gregorio Sellán y González                     | 1829 – nach 1893                                                                | 19. Jh.                                     | Spanien                                  | Beleg: |
| Antonio Selvi                                  | 1679–1753                                                                       | 17. Jh., 18. Jh.                            | Italien                                  | Beleg: und offline. |
| Pier Maria, genannt IL TAGLIACARNE Serbaldi    | um 1455 – nach 1525                                                             | 15. Jh., 16. Jh.                            | Italien                                  | Beleg: und offline. |
| Marco Sesto                                    | tätig vor 1394 – nach 1417                                                      | 14. Jh., 15. Jh.                            | Italien                                  | Beleg: und offline. |
| John Shier                                     | 1836 - 1923 Christchurch                                                        | 19. Jh., 20. Jh.                            | Neuseeland                               | Beleg: |
| Georg Sieburg                                  | gefallen 1916                                                                   | 19. Jh., 20. Jh.                            | Deutschland                              | Beleg: |
| Rudolf Siemering                               | 1835–1905                                                                       | 19. Jh., 20. Jh.                            | Deutschland                              | |
| João da Silva                                  | 1880 Lissabon – 1960 Lissabon                                                   | 19. Jh., 20. Jh.                            | Portugal                                 | Beleg: |
| Armando Matos Simões                           | * 1933                                                                          | 20. Jh., 21. Jh.                            | Portugal                                 | Beleg: |
| Georges Simon                                  | 1906–1982                                                                       | 20. Jh.                                     | Frankreich                               | Beleg: |
| Gertrude Simon                                 | tätig 1976 in Österreich                                                        | 20. Jh.                                     | Österreich                               | Beleg: 1976 Design der Babenberger (Goldmünze) Vorderseite. |
| Luciana De Simoni                              | * 1957 Frascati                                                                 | 20. Jh., 21. Jh.                            | Italien                                  | |
| Bernard Ralph Sindall                          | 1925–1998                                                                       | 20. Jh.                                     | Vereinigtes Königreich                   | Beleg: |
| Renée Sintenis                                 | 1888–1965                                                                       | 20. Jh.                                     | Deutschland                              | |
| Gian Antonio Signoretti                        | tätig 1540–1602                                                                 | 16. Jh., 17. Jh.                            | Italien                                  | Beleg: und offline. |
| Stanisław Sikora                               | 1911 Stryszawa – 2000 Warschau                                                  | 20. Jh.                                     | Polen                                    | Beleg: |
| Victor Smirnov                                 | Münzmeister in St Petersburg 1913 – 1917                                        | 20. Jh.                                     | Russland                                 | Signatur: B·C |
| Eddy Smith                                     | 1895–1957                                                                       | 20. Jh.                                     | Deutschland                              | Entwurf der Münzen 1930 der Weimarer Republik und der Republik Österreich auf Walther von der Vogelweide. |
| Ladislav Snopek                                | 1919–2010                                                                       | 20. Jh., 21. Jh.                            | Slowakei                                 | Beleg: |
| Ladislava Snopkova                             | * 1948 in Hořice                                                                | 20. Jh., 21. Jh.                            | Slowakei                                 | Beleg: |
| Nikolay Aleksandrovich Sokolov                 | 1892–1974                                                                       | 20. Jh.                                     | Russland                                 | Münze Leningrad, Münzmeister 1950-1971. Signatur: Н.СОСОЛОВ |
| Massimiliano Soldani-Benzi                     | 1658–1740                                                                       | 17. Jh., 18. Jh.                            | Italien                                  | Beleg: |
| Danuta Solowiej-Wedderburn                     | * 1962 in Bialystok, Polen                                                      | 20. Jh., 21. Jh.                            | Polen und Vereinigtes Königreich         | Beleg: und offline |
| Jan Solpera                                    | * 1939 Hradec                                                                   | 20. Jh., 21. Jh.                            | Tschechien                               | Beleg: Jan Solpera hat die tschechoslowakische 10-Kronen-Münze 1966 zur 1100-Jahr-Feier Mährens entworfen. |
| Charlotte Sommer-Landgraf                      | 1928–2006                                                                       | 20. Jh., 21. Jh.                            | Deutschland                              | |
| Manfred Spang                                  | um 1975 Bildhauer in Göppingen-Jebenhausen                                      | 20. Jh.                                     | Deutschland                              | Schöpfer der 5-DM-Münze 1975 zum 100. Geburtstag von Albert Schweitzer. Signatur: MS |
| Otakar Španiel                                 | 1881–1955                                                                       | 19. Jh., 20. Jh.                            | Tschechien                               | |
| Sperandio da Mantova                           | um 1425–nach 1504                                                               | 15. Jh., 16. Jh.                            | Italien                                  | Beleg: und offline. |
| Filippo Speranza                               | 1848 San Martino al Cimino – 1903 Rom                                           | 19. Jh., 20. Jh.                            | Italien                                  | Beleg: |
| Andrea Spinelli                                | um 1508–1572                                                                    | 16. Jh.                                     | Italien                                  | Beleg: und offline. |
| Niccolò Fiorentino Niccolò di Forzore Spinelli | 1430 Florenz – 1514                                                             | 15. Jh., 16. Jh.                            | Italien                                  | Beleg: und offline. |
| Heinrich Splieth                               | 1877–1929                                                                       | 19. Jh., 20. Jh.                            | Deutschland                              | |
| C.C. Sporrong                                  | gegründet 1666 in Stockholm                                                     | 17. Jh., 18. Jh., 19. Jh., 20. Jh., 21. Jh. | Schweden                                 | |
| Giorgos Stamatopoulos                          | * 1963 Athen                                                                    | 20. Jh., 21. Jh.                            | Griechenland                             | Medailleur der Bank of Greece |
| Jakob Stampfer                                 | um 1505–1579                                                                    | 16. Jh.                                     | Schweiz                                  | Beleg: |
| Eduard Staniek                                 | 1859–1914                                                                       | 19. Jh., 20. Jh.                            | Deutschland                              | |
| Constantin Starck                              | 1866–1939                                                                       | 19. Jh., 20. Jh.                            | Deutschland                              | |
| Frederick Charles William Staub                | 1919–2012                                                                       | 20. Jh., 21. Jh.                            | Neuseeland                               | Signatur: FS |
| Franz oder Fritz Staudigel                     | tätig zwischen 1850 und 1875 für A. Loos Berlin                                 | 19. Jh.                                     | Deutschland                              | Signatur: F. Staudigel |
| Luise Staudinger                               | 1879–1967                                                                       | 19. Jh., 20. Jh.                            | Deutschland                              | |
| Edgar Zell Steever                             | 1915–2006                                                                       | 20. Jh., 21. Jh.                            | USA                                      | |
| Moïse Stern                                    | 1826 Hagenau, Elsass – 1915 Paris                                               | 19. Jh., 20. Jh.                            | Frankreich                               | Vater von René Stern |
| René Stern (Medailleur)                        | 1862 Paris – 1940 ebenda                                                        | 19. Jh., 20. Jh.                            | Frankreich                               | Beleg: |
| Johann Thomas Stettner                         | 1785 Nürnberg – 1872 Triesdorf                                                  | 18. Jh., 19. Jh.                            | Deutschland                              | Beleg: |
| Geer Steyn                                     | * 1945 Amsterdam                                                                | 20. Jh., 21. Jh.                            | Niederlande                              | Beleg: und offline. |
| Coert Steynberg                                | 1905–1982                                                                       | 20. Jh.                                     | Südafrika                                | Signatur: C.L.S. |
| Franz Stiasny                                  | 1872–1940                                                                       | 19. Jh., 20. Jh.                            | Österreich                               | |
| Johann Jakob Gottfried Stierle                 | 1764 Berlin – 1806 ebenda                                                       | 18. Jh., 19. Jh.                            | Deutschland                              | Beleg: |
| Wilhelm August Stilarsky                       | 1780–1838                                                                       | 18. Jh., 19. Jh.                            | Deutschland                              | Berliner Eisen |
| Carl Stock                                     | 1876–1945                                                                       | 19. Jh., 20. Jh.                            | Deutschland                              | Beleg: |
| Daniel Stocker                                 | 1865–1957                                                                       | 19. Jh., 20. Jh.                            | Deutschland                              | |
| Thomas Stokes                                  | 1831 Edgbaston, Birmingham, England – 1910 Alphington, Melbourne, Victoria      | 19. Jh., 20. Jh.                            | Australien                               | Beleg: |
| Curt Stöving                                   | 1863–1939                                                                       | 19. Jh., 20. Jh.                            | Deutschland                              | |
| Arthur Storch                                  | 1870–1947                                                                       | 19. Jh., 20. Jh.                            | Deutschland                              | |
| Christoph Stricker                             | 1675–1715 Münze Berlin                                                          | 17. Jh., 18. Jh.                            | Deutschland                              | Signatur: CS |
| Ivan Strnad                                    | 1926–2005                                                                       | 20. Jh., 21. Jh.                            | Tschechien                               | Beleg: |
| Hans Strobel                                   | um 1870 – um 1890 Stempelschneider für Lauer Nürnberg und Christbauer Wien      | 19. Jh.                                     | Deutschland und Österreich               | Signatur H. Strobel |
| Helmut Stromsky                                | * 1941 Sandhübel, Landkreis Freiwaldau, Sudetenland, heute Písečná, Tschechien  | 20. Jh., 21. Jh.                            | Deutschland                              | Entwurf der Otto-Hahn-Gedenkmünze 1979. |
| Paul Sturm                                     | 1859–1936                                                                       | 19. Jh., 20. Jh.                            | Deutschland                              | Beleg: |
| Stuttgarter Metallwarenfabrik                  | gegründet 1861                                                                  | 19. Jh., 20. Jh., 21. Jh.                   | Deutschland                              | Beleg: |
| Stanislav Sucharda                             | 1866–1916                                                                       | 19. Jh., 20. Jh.                            | Tschechien                               | |
| Yman Dirk Christiaan Suermondt                 | 1792 Rotterdam – 1871 Utrecht                                                   | 19. Jh.                                     | Niederlande                              | Münzmeister in Utrecht 1815–1838 |
| Walter Sutkowski                               | 1890–1983                                                                       | 20. Jh.                                     | Deutschland                              | |
| Diderik Christian Andreas Svendsen             | Münzmeister in Kopenhagen 1869–1893                                             | 19. Jh.                                     | Dänemark                                 | Signatur: CS |
| Georg Wilhelm Svendsen                         | 1792 Lynge-Frederiksborg - 1861 Kopenhagen                                      | 19. Jh.                                     | Dänemark                                 | Münzmeister in Kopenhagen 1831–1861, Signatur: V.S |
| Jonathan M. Swanson                            | 1888 Chicago – 1963 New York                                                    | 20. Jh.                                     | USA                                      | Beleg: |
| Torsten Swensson                               | 1894 Norrköping – 1976 Stockholm                                                | 20. Jh.                                     | Schweden                                 | Signatur: TS (Monogramm) |
| Enikö Szöllössy                                | * 13. September 1939 Budapest                                                   | 20. Jh., 21. Jh.                            | Ungarn                                   | Beleg: |
| T                                              |                                                                                 |                                             |                                          | |
| P.H. Tadel                                     | tätig 1474–1887 als Münzmeister bei Koninklijke Nederlandse Munt Utrecht        | 19. Jh.                                     | Niederlande                              | Beizeichen Axt. |
| Bartolomeo Talpa                               | tätig 1484–1495                                                                 | 15. Jh.                                     | Italien                                  | Beleg: |
| John Sigismund Tanner                          | 1705 Sachsen-Gotha - 1775 London                                                | 18. Jh.                                     | Deutschland und Vereinigtes Königreich   | |
| Ignatius Taschner                              | 1871–1913                                                                       | 19. Jh., 20. Jh.                            | Deutschland                              | |
| Ernest Paulin Tasset                           | 1839 Paris – 1921 ebenda                                                        | 19. Jh., 20. Jh.                            | Frankreich                               | Beleg: |
| Josef Tautenhayn                               | 1837–1911                                                                       | 19. Jh., 20. Jh.                            | Österreich                               | |
| Josef Tautenhayn der Jüngere                   | 1868–1962                                                                       | 19. Jh., 20. Jh.                            | Österreich                               | Beleg: |
| Raymond Taylor                                 | 1931 Toronto – 2020 Scarborough, Ontario                                        | 20. Jh., 21. Jh.                            | Kanada                                   | Designer kanadischer Olympiamünzen |
| Ede Telcs                                      | 1872 Baja, Ungarn – 1948 Budapest                                               | 19. Jh., 20. Jh.                            | Ungarn                                   | |
| Roberto Terracini                              | 1900 Turin – 1976 ebenda                                                        | 20. Jh.                                     | Italien                                  | Beleg: |
| Luigi Teruggi                                  | * 1934 Fontaneto d’Agogna                                                       | 20. Jh., 21. Jh.                            | Italien                                  | Signatur: LT |
| Ferdinand Anton Nicolaus Teutenberg            | 1840 Neheim-Hüsten – 1933 Auckland                                              | 19. Jh., 20. Jh.                            | Neuseeland                               | Beleg: |
| Sebastian Tham                                 | 1797 Forsvik, Schweden – 1876 Stockholm                                         | 19. Jh.                                     | Schweden                                 | Signatur: S.T. |
| Carsten Theumer                                | * 1956 Zeitz, Sachsen-Anhalt                                                    | 20. Jh., 21. Jh.                            | Deutschland                              | Beleg: und offline. |
| Jonas Thiebaud                                 | 1695 Genf – 1770 Augsburg                                                       | 18. Jh.                                     | Schweiz und Deutschland                  | Beleg: |
| Alfred Thiele                                  | 1886 Leipzig – 1957 ebenda                                                      | 20. Jh.                                     | Deutschland                              | |
| Gerhard Thieme                                 | 1928 Rüsdorf – 2018 Berlin                                                      | 20. Jh., 21. Jh.                            | Deutschland                              | |
| Josef Thorak                                   | 1889–1952                                                                       | 20. Jh.                                     | Deutschland und Österreich               | |
| Aase Thorsen                                   | 1942 Randers, Dänemark -                                                        | 20. Jh., 21. Jh.                            | Deutschland                              | Designerin der letzten 10-DM-Münze „50 Jahre Bundesverfassungsgericht“. |
| Bertel Thorvaldsen                             | 1770–1844                                                                       | 18. Jh., 19. Jh.                            | Dänemark                                 | |
| Ivar Throndsen                                 | 1853 Nes, Akershus – 1932 Kongsberg                                             | 19. Jh., 20. Jh.                            | Norwegen                                 | Beleg: |
| Fritz Tiefenthaler                             | 1929–2010                                                                       | 20. Jh., 21. Jh.                            | Österreich                               | |
| Janis Roberts Tillbergs                        | 1880 Riga – 1972 ebenda                                                         | 19. Jh., 20. Jh.                            | Lettland                                 | Dieser Eintrag ist nicht hinreichend mit Belegen (beispielsweise Einzelnachweisen ) ausgestattet. Angaben ohne ausreichenden Beleg könnten demnächst entfernt werden. Bitte hilf Wikipedia, indem du die Angaben recherchierst und gute Belege einfügst. Juni 2024 |
| Jeanette Timbery                               | * 1941 La Perouse, Sydney                                                       | 20. Jh.; 21. Jh.                            | Australien                               | 2002 ausgezeichnet als beste internationale Münzdesignerin (the world’s “Best Crown coin”) |
| Nicolas-Pierre Tiolier                         | 1784 Paris – 1853 Paris                                                         | 19. Jh.                                     | Frankreich                               | Beleg: . Signatur: N. Tiolier |
| Pierre-Joseph Tiolier                          | 1763–1819                                                                       | 18. Jh., 19. Jh.                            | Frankreich                               | |
| Gabriella Titotto                              | * 1970 Rom                                                                      | 20. Jh., 21. Jh.                            | Italien                                  | Beleg: |
| Gravure des Métaux Thévenon & Cie              | Gründungsjahr 1824                                                              | 19. Jh., 20. Jh.                            | Frankreich                               | Gravieranstalt, Notgeld und Marken |
| Graf Feodor Petrowitsch Tolstoi                | 1783 St. Petersburg – 1873 ebenda                                               | 18. Jh., 19. Jh.                            | Russland                                 | Beleg: |
| Emil Torff                                     | Tätig Anfang bis Mitte 20. Jh. bei AWES-Münze Berlin.                           | 20. Jh.                                     | Deutschland                              | Beleg: |
| Giulio della Torre                             | um 1480 – nach 1531                                                             | 15. Jh., 16. Jh.                            | Italien                                  | |
| Pietro Torrigiano                              | 1471 – um 1528                                                                  | 15. Jh., 16. Jh.                            | Italien                                  | |
| Annibale Tosato                                | um 1546–1626                                                                    | 16. Jh., 17. Jh.                            | Italien                                  | Beleg: und offline. |
| Sándor Tóth                                    | * 19. März 1933 Miskolc, Ungarn                                                 | 20. Jh., 21. Jh.                            | Ungarn                                   | Beleg: |
| Gioacchino Francesco Travani                   | * in Venedig, tätig in Rom 1634–1674                                            | 17. Jh.                                     | Italien                                  | Beleg: und offline. |
| Nicolai Tregor                                 | * 1946 Zug, Kanton Zug, Schweiz                                                 | 20. Jh., 21. Jh.                            | Deutschland                              | |
| Auguste Nicolas Trémont                        | 1892–1980                                                                       | 20. Jh.                                     | Luxemburg                                | |
| Philipp Jakob Treu                             | 1761–1825                                                                       | 18. Jh., 19. Jh.                            | Schweiz                                  | |
| Jacopo da Trezzo                               | um 1515–1589                                                                    | 16. Jh.                                     | Italien und Spanien                      | Beleg: Alias Jacopo da Trezzo. |
| Rudolf Triebel                                 | 1910–1995                                                                       | 20. Jh.                                     | Deutschland                              | |
| Eldon Trimingham III                           | * 1956 Bermuda                                                                  | 20. Jh., 21. Jh.                            | Bermuda                                  | Beleg: |
| Wincenty Trojanowski                           | 1859–1928                                                                       | 19. Jh., 20. Jh.                            | Polen                                    | Beleg: |
| Charles Trotin                                 | * 1833 Paris                                                                    | 19. Jh.                                     | Frankreich                               | Beleg: Signatur: C. TROTIN oder C.T. |
| Louis Tuaillon                                 | 1862–1919                                                                       | 19. Jh., 20. Jh.                            | Deutschland                              | |
| Michel Tuffery                                 | Designer in Wellington, Neuseeland                                              | 19. Jh., 20. Jh.                            | Samoa und Neuseeland                     | Beleg: |
| Georg Türke                                    | 1884–1972                                                                       | 20. Jh.                                     | Deutschland                              | |
| U                                              |                                                                                 |                                             |                                          | |
| Waldemar Uhlmann                               | 1840 Berlin – 1896 ebenda                                                       | 19. Jh.                                     | Deutschland                              | Beleg: |
| Johann Friedrich Ulrich                        | Münzmeister in Kassel, Signatur F U auf Münzen von Hessen-Kassel 1763–1773      | 18. Jh.                                     | Deutschland                              | Beleg: |
| Benkt Ulvfot                                   | 1923 Nyköping – 2013 Norrtälje                                                  | 20. Jh.; 21. Jh.                            | Schweden                                 | Münzmeister in Stockholm, Signatur U |
| Ulrich Ursentaler der Ältere                   | tätig in Hall, Tirol und Salzburg 1508–1561                                     | 16. Jh.                                     | Österreich                               | Beleg: |
| Gunnar Karelius Utsond                         | 1864–1950                                                                       | 19. Jh., 20. Jh.                            | Norwegen                                 | Beleg: |
| V                                              |                                                                                 |                                             |                                          | |
| Elisabeth Varga                                | 1948–2011                                                                       | 20. Jh., 21. Jh.                            | Niederlande                              | Beleg: |
| Jean Varin, auch Warin                         | 1604 Lüttich, Belgien – 1672 Paris                                              | 17. Jh.                                     | Frankreich                               | Beleg: |
| Augusto Varnesi                                | 1866–1941                                                                       | 19. Jh., 20. Jh.                            | Italien und Deutschland                  | |
| Gerolamo Vassallo                              | 1771–1819                                                                       | 18. Jh., 19. Jh.                            | Italien                                  | Beleg: und offline. |
| Remigio Vega                                   | 1787 Madrid – 1854 ebenda                                                       | 19. Jh.                                     | Spanien                                  | Beleg: |
| Jiri Venecek                                   | * 31. Juli 1940 Litomyšl (deutsch Leitomischl), Ostböhmen                       | 20. Jh., 21. Jh.                            | Tschechien                               | Beleg: |
| Goffredo Verginelli                            | 1911 Rom – 1972 Albano Laziale                                                  | 20. Jh.                                     | Italien                                  | Beleg: und offline. |
| Jan Vermeyen                                   | 1677–1740                                                                       | 17. Jh., 18. Jh.                            | Deutschland                              | |
| Frederic Charles Victor de Vernon              | 1858 Paris – 1912 Paris                                                         | 19. Jh., 20. Jh.                            | Frankreich                               | Signatur F. VERNON |
| Guido Veroi                                    | 1926–2013 Rom                                                                   | 20. Jh., 21. Jh.                            | Italien                                  | |
| Andreas Vestner                                | 1707–1754                                                                       | 18. Jh.                                     | Deutschland                              | Signatur: A.V. |
| Georg Wilhelm Vestner                          | 1677–1740                                                                       | 17. Jh., 18. Jh.                            | Deutschland                              | Signatur: V. |
| Adrien Hippolyte Veyrat                        | 1803 Paris – 1883 Brüssel                                                       | 19. Jh.                                     | Frankreich / Belgien                     | Beleg: |
| Karl Vezerfi-Klemm                             | 1939–2012                                                                       | 20. Jh., 21. Jh.                            | Ungarn / Deutschland                     | |
| Domenico di Polo di Angelo de’Vetri            | ca. 1480–1547                                                                   | 15. Jh., 16. Jh.                            | Italien                                  | Beleg: |
| Valerio Belli Vicentino                        | 1486–1546                                                                       | 16. Jh.                                     | Italien                                  | Beleg: |
| Tamas Vigh                                     | 1926 Budapest-Csillaghegy – 2010 Budapest                                       | 20. Jh., 21. Jh.                            | Ungarn                                   | Beleg: |
| Giovan Battista Vighi                          | 1774–1849                                                                       | 18. Jh., 19. Jh.                            | Italien                                  | Beleg: |
| Christian Vinazer                              | 1747–1782                                                                       | 18. Jh.                                     | Österreich                               | Beleg: |
| Paul Vincze                                    | 1907 Galgagyörk, Komitat Pest, Ungarn – 1994 Grasse, Frankreich                 | 20. Jh.                                     | Ungarn und Vereinigtes Königreich        | |
| Prof. Thomas Jules Vinçotte                    | 1850 Antwerpen-Borgerhout – 1925 Brüssel                                        | 19. Jh., 20. Jh.                            | Belgien                                  | |
| Willem Vis                                     | 1936 Leiden – 2007                                                              | 20. Jh., 21. Jh.                            | Niederlande                              | Beleg: |
| Matti Visanti                                  | 1885 Oulu – 1957 Helsinki                                                       | 20. Jh.                                     | Finnland                                 | Entwurf der 500-Markkaa-Münze 1952 für die Olympischen Sommerspiele in Helsinki |
| Peter Vischer d. J.                            | 1487–1528                                                                       | 16. Jh.                                     | Deutschland                              | |
| Andrea Vitale                                  | tätig um 1625. Lebensdaten unbekannt                                            | 17. Jh.                                     | Italien                                  | Beleg: |
| Alessandro Vittoria                            | 1525–1608                                                                       | 16. Jh., 17. Jh.                            | Italien                                  | |
| Mathias Nicolas Marie Vivier                   | 1788–1859                                                                       | 19. Jh.                                     | Frankreich                               | Signatur: VIVIER F.; Beleg: |
| Alfred Vocke                                   | 1886–1944                                                                       | 20. Jh.                                     | Deutschland                              | |
| Dinko Vodanovic                                | Design des Canada Dollars 1964 zur Hundertjahrfeier der Charlottetown-Konferenz | 20. Jh.                                     | Kanada                                   | Signatur: D.V. |
| August Vogel                                   | 1859–1932                                                                       | 19. Jh., 20. Jh.                            | Deutschland                              | |
| Georg Vogt                                     | 1881–1956                                                                       | 19. Jh., 20. Jh.                            | Deutschland                              | Signatur: G·V |
| Otto Vogt                                      | 1911 Schwäbisch Gmünd – 1981 Ellwangen                                          | 20. Jh.                                     | Deutschland                              | 1939 - 1941 Medailleur an der Staatsmünze Berlin |
| Carl Friedrich Voigt                           | 1800–1874                                                                       | 19. Jh.                                     | Deutschland                              | |
| Stephan Voigtländer                            | 1965–2011                                                                       | 20. Jh., 21. Jh.                            | Deutschland                              | Beleg: |
| Wilhelm Volk                                   | tätig in Stuttgart etwa um 1905                                                 | 20. Jh.                                     | Deutschland                              | Beleg: |
| Salomon Isaac de Vries                         | 1816 Den Haag – 1886 Amsterdam                                                  | 19. Jh.                                     | Niederlande                              | Signatur: S. DE VRIES |
| Charles Vuillermet                             | 1849 Lonay – 1918 Lausanne                                                      | 19. Jh., 20. Jh.                            | Schweiz                                  | |
| W                                              |                                                                                 |                                             |                                          | |
| Joseph Wackerle                                | 1880–1959                                                                       | 19. Jh., 20. Jh.                            | Deutschland                              | |
| Heinrich Maria Waderé                          | 1865–1950                                                                       | 19. Jh., 20. Jh.                            | Deutschland                              | |
| Heidi Wagner-Kerkhof                           | * 1945                                                                          | 20. Jh., 21. Jh.                            | Deutschland                              | |
| Herbert Wähner                                 | * 1961                                                                          | 20. Jh., 21. Jh.                            | Österreich                               | |
| Christopher (Chris) Waind                      | * Manchester, Vereinigtes Königreich                                            | 20. Jh., 21. Jh.                            | Neuseeland, Wellington                   | Designer der neuseeländischen Edelmetallmünzen 2006 zum Gedenken der „Gold Rushes“ vor rund 150 Jahren. Signatur: CRW |
| Marion Walgate                                 | tätig in London, England und Südafrika 1913–1952                                | 20. Jh.                                     | Vereinigtes Königreich und Südafrika     | Designerin der Rückseite der Münze 5 Shilling 1952 Südafrika, Signatur M·W· |
| Karl-August Wallroth                           | 1860 Gårdsjö, Östra Ämtervik, Värmlands – 1936 Stockholm                        | 19. Jh., 20. Jh.                            | Schweden                                 | Münzmeister in Stockholm 1908–1927, Signatur: W |
| Paul Walter                                    | 1605–1680                                                                       | 17. Jh.                                     | Deutschland                              | Beleg: |
| Stephan Walter                                 | 1871–1937                                                                       | 19. Jh., 20. Jh.                            | Deutschland                              | |
| Wilhelm Wandschneider                          | 1866–1942                                                                       | 19. Jh., 20. Jh.                            | Deutschland                              | |
| Eugen Wankmüller                               | 1913–2003                                                                       | 20. Jh., 21. Jh.                            | Deutschland                              | Beleg: |
| Ascher Wappenstein                             | * um 1780 in Krakau                                                             | 18. Jh., 19. Jh.                            | Österreich                               | Jüdischer Steinschneider und Medailleur |
| Stanisława Wątróbska-Frindt                    | 1934 Jaworzno – 1994 Warschau                                                   | 20. Jh.                                     | Polen                                    | Signatur: mw |
| Doris Waschk-Balz                              | 1942–2025                                                                       | 20. Jh., 21. Jh.                            | Deutschland                              | |
| Franz Weber                                    | * 1881                                                                          | 19. Jh., 20. Jh.                            | Deutschland                              | Beleg: |
| Giovanni Zanobio Weber                         | um 1737 – um 1806                                                               | 18. Jh., 19. Jh.                            | Italien                                  | Beleg: und offline. |
| Lorenzo Maria Weber                            | 1697– nach 1765                                                                 | 18. Jh.                                     | Italien                                  | Beleg: und offline. |
| Max Reinhold Weber                             | 1897 Menziken, Kanton Aargau – 1982 Collonge-Bellerive, Kanton Genf             | 20. Jh.                                     | Schweiz                                  | |
| Hermann Weckwerth                              | 1846 Berlin – 1912 ebenda                                                       | 19. Jh., 20. Jh.                            | Deutschland                              | Beleg: |
| Heinz Weddig                                   | 1870 Hanau – 1946 Flensburg                                                     | 19. Jh., 20. Jh.                            | Deutschland                              | Beleg: |
| Gustav Weidanz                                 | 1889–1970                                                                       | 20. Jh.                                     | Deutschland                              | |
| Christoph Weiditz                              | 1498–1560                                                                       | 16. Jh.                                     | Deutschland                              | |
| Emil Weigand                                   | 1837–1906                                                                       | 19. Jh., 20. Jh.                            | Deutschland                              | |
| Christoph Weihe                                | * 1954                                                                          | 20. Jh., 21. Jh.                            | Deutschland                              | |
| Anton Rudolf Weinberger                        | 1879 Reschitza, Banat (Rumänien) – 1936 Wien                                    | 19. Jh., 20. Jh.                            | Österreich                               | Beleg: |
| Adolph Alexander Weinman                       | 1870 Durmersheim bei Karlsruhe – 1952 Port Chester, New York (USA)              | 19. Jh., 20. Jh.                            | USA                                      | |
| Dieter Weise                                   | * 1941 Dresden                                                                  | 20. Jh., 21. Jh.                            | Deutschland                              | Beleg: |
| Elias Weiss                                    | Münzmeister in Brieg 1657-1662                                                  | 17. Jh.                                     | Deutschland                              | Signatur: E W |
| Ernst Weiss                                    | 1898 Gablonz – 1974 Weimar                                                      | 20. Jh.                                     | Deutschland                              | Beleg: |
| Johann Weiss                                   | 1794 Wien – 1861 ebenda                                                         | 19. Jh.                                     | Österreich                               | Signatur: I. WEISS.F. |
| Emil Rudolf Weiß                               | 1875–1942                                                                       | 19. Jh., 20. Jh.                            | Deutschland                              | |
| Klaus Weizenegger                              | * 1940                                                                          | 20. Jh., 21. Jh.                            | Deutschland                              | Beleg: |
| Concz Welcz                                    | tätig in Joachimsthal 1527–1553                                                 | 16. Jh.                                     | Böhmen                                   | Beleg: |
| Ferdinand Maria Josef Welz                     | 1915–2008                                                                       | 20. Jh., 21. Jh.                            | Österreich                               | |
| Ernst Gustav Alexander Wenck                   | 1865–1929                                                                       | 19. Jh., 20. Jh.                            | Deutschland                              | Beleg: |
| Ludwig Oswald Wenckebach                       | 1895–1962                                                                       | 20. Jh.                                     | Niederlande                              | Beleg: |
| Helga Wenisch                                  | * 1942                                                                          | 20. Jh.                                     | Österreich                               | Weitere Namen: Helga BAYER-DWORCZAK (1966–1969) und Helga DWORCZAK-WENISCH (1971) |
| Christian Wermuth                              | 1661–1739                                                                       | 17. Jh., 18. Jh.                            | Deutschland                              | |
| Albert Werner & Söhne                          | 1857–1918                                                                       | 19. Jh.; 20. Jh.                            | Deutschland                              | (AWES-Münze). Prägeanstalt in Berlin, gegründet 1857 von Albert Werner. |
| Peter Paul Werner                              | 1689–1771                                                                       | 18. Jh.                                     | Deutschland                              | Beleg: |
| Richard Martin Werner                          | 1903–1949                                                                       | 20. Jh.                                     | Deutschland                              | |
| Selmar Werner                                  | 1864–1953                                                                       | 19. Jh., 20. Jh.                            | Deutschland                              | |
| Joachim Wessel                                 | * um 1700 Osnabrück                                                             | 18. Jh.                                     | Deutschland                              | Signatur auf Kleinmünzen: I.W. |
| Ernst Westphal                                 | 1851–1926                                                                       | 19. Jh., 20. Jh.                            | Deutschland                              | |
| Gertrud Angelika Wetzel                        | 1934–2011                                                                       | 20. Jh., 21. Jh.                            | Deutschland                              | |
| Rudolf Weyr                                    | 1847–1914                                                                       | 19. Jh., 20. Jh.                            | Österreich                               | |
| Wilhelm Widemann                               | 1856–1915                                                                       | 19. Jh., 20. Jh.                            | Deutschland                              | |
| Johannes Cornelis Wienecke                     | 1872 Heiligenstadt – 1945 Apeldoorn                                             | 19. Jh., 20. Jh.                            | Niederlande                              | Beleg: |
| Charles Wiener                                 | 1832 Waterloo – 1888 Brüssel                                                    | 19. Jh.                                     | Belgien                                  | Beleg: |
| Jacob Wiener                                   | 1815 Hoerstgen – 1899 Brüssel                                                   | 19. Jh.                                     | Belgien                                  | |
| Leopold Wiener                                 | 1823 Venlo, Niederlande – 1891 Brüssel                                          | 19. Jh.                                     | Belgien                                  | |
| Max Wiese                                      | 1846–1925                                                                       | 19. Jh., 20. Jh.                            | Deutschland                              | |
| Gustav Wiethüchter                             | 1873–1946                                                                       | 19. Jh., 20. Jh.                            | Deutschland                              | |
| Hans Wildermuth                                | 1846 Zürich - 1902 Zollikon                                                     | 19. Jh., 20. Jh.                            | Schweiz                                  | |
| Franz Wilhelm                                  | 1846 Hanau – 1938                                                               | 19. Jh., 20. Jh.                            | Deutschland                              | Ab 1873 Mitinhaber der Firma Stuttgarter Metallwarenfabrik Wilhelm Mayer & Franz Wilhelm. Signatur: M. & W. ST. |
| Karl Philipp Wilkens                           | 1813 Bremen – 1874 ebenda                                                       | 19. Jh.                                     | Deutschland                              | Sohn von Martin Heinrich Wilkens. Er fertigte die Stempel für die Münzen in Bremen von 1840 – 1859 |
| Wilkens & Söhne                                | Gegründet 1810 in Bremen von Martin Heinrich Wilkens                            | 19. Jh., 20. Jh., 21. Jh.                   | Deutschland                              | |
| Heath Wilkes                                   | Design von Münzen seit 2011.                                                    | 21. Jh.                                     | Neuseeland                               | Arbeitet u. a. für die Reserve Bank of New Zealand im Design von Gedenkmünzen. |
| Johann Willerding                              | 1709–1713 Münzmeister in Münster                                                | 18. Jh.                                     | Deutschland                              | Signatur: IW, J W |
| Dennis R. Williams                             | * 1952 Erie, Pennsylvanien                                                      | 20. Jh., 21. Jh.                            | USA                                      | Signatur DRW. Design des Jubiläumsdollars 1976. |
| Susanne Wimmelmann                             | 1926–2015 Baden bei Wien                                                        | 19. Jh., 20. Jh.                            | Deutschland                              | Beleg: |
| Hans Wimmer                                    | 1907–1992                                                                       | 20. Jh.                                     | Deutschland                              | Medailleur? |
| Johann Winkler                                 | tätig 1726–1760 als Münzmeister der Grafen von Montfort                         | 18. Jh.                                     | Deutschland                              | Beleg: |
| Sherl Joseph Winter                            | * 1934 Dayton, Ohio                                                             | 20. Jh., 21. Jh.                            | USA                                      | Beleg: |
| Heinrich Wirsing                               | 1875–1948                                                                       | 19. Jh., 20. Jh.                            | Deutschland                              | Beleg: |
| Johann Nepomuk Wirth                           | 1753–1811                                                                       | 18. Jh., 19. Jh.                            | Österreich                               | |
| François Wissaert                              | 1855 Brüssel – 1929 Overijse                                                    | 19. Jh., 20. Jh.                            | Belgien                                  | Signatur: F.W. |
| Paul Wissaert                                  | 1885 Brüssel – 1972 Schaerbeek                                                  | 20. Jh.                                     | Belgien                                  | Signatur: PW Monogramm |
| Hans Wissel                                    | 1897–1948                                                                       | 20. Jh.                                     | Deutschland                              | |
| Joseph Witterwulghe                            | 1883 Brüssel – 1967 Ukkel bei Brüssel                                           | 19. Jh., 20. Jh.                            | Belgien                                  | Schöpfer patriotischer Medaillen zum Ersten Weltkrieg. |
| Guillermo Witting                              | 1854–1890 Münze San José                                                        | 19. Jh.                                     | Costa Rica                               | Signatur: G.W. |
| Fritz Wolber                                   | 1867–1952                                                                       | 19. Jh., 20. Jh.                            | Deutschland                              | Beleg: |
| Albert Wolff                                   | 1815–1892                                                                       | 19. Jh.                                     | Deutschland                              | |
| Albert Moritz Wolff                            | 1854–1923                                                                       | 19. Jh., 20. Jh.                            | Deutschland                              | |
| Johann Jacob Wolrab                            | 1633–1690                                                                       | 17. Jh.                                     | Deutschland                              | Beleg: |
| Christoph Friedrich Woltereck                  | 1656 Goslar – 1718 Glückstadt                                                   | 17. Jh., 18. Jh.                            | Deutschland und Dänemark                 | Signatur C W |
| Johann Woltereck                               | 1618 Goslar – 1679 Glückstadt                                                   | 17. Jh.                                     | Deutschland und Dänemark                 | 1664 Münzmeister in Glückstadt, Signatur I V |
| Münzmeister in Kuttenberg 1702 - 1716          | 18. Jh.                                                                         | Böhmen (Österreich-Ungarn)                  |                                          | |
| Georg Wrba                                     | 1872–1939                                                                       | 19. Jh., 20. Jh.                            | Deutschland                              | |
| Charles Cushing Wright                         | 1796–1854                                                                       | 19. Jh.                                     | USA                                      | Beleg: Signatur: C.C.W. |
| Ken Wright                                     | * um 1955 Vereinigtes Königreich                                                | 20. Jh., 21. Jh.                            | Neuseeland                               | Designer neuseeländischer Münzen |
| Manfred Wünsche                                | 1932 Meissen – 2020 ebenda                                                      | 20. Jh., 21. Jh.                            | Deutschland                              | Beleg: |
| Jean Würden                                    | 1807 Köln – 1874 Brüssel                                                        | 19. Jh.                                     | Belgien                                  | Signatur: WURDEN |
| Johann Baptist Wurschbauer                     | † 1800 Wien                                                                     | 18. Jh., 19. Jh.                            | Österreich                               | Graveur des Maria Theresia Taler 1780 für die Levante |
| Jewgeni Wiktorowitsch Wutschetitsch            | 1908–1974                                                                       | 20. Jh.                                     | Russland                                 | |
| Paul Wynand                                    | 1879–1956                                                                       | 19. Jh., 20. Jh.                            | Deutschland                              | |
| Allan Gairdner Wyon                            | 1882–1962                                                                       | 19. Jh., 20. Jh.                            | Vereinigtes Königreich                   | Beleg: |
| Leonard Charles Wyon                           | 1826–1891                                                                       | 19. Jh.                                     | Vereinigtes Königreich                   | Beleg: |
| Thomas Wyon junior                             | 1792–1817                                                                       | 19. Jh.                                     | Vereinigtes Königreich                   | Beleg: |
| William Wyon                                   | 1795–1851                                                                       | 19. Jh.                                     | Vereinigtes Königreich                   | Beleg: |
| Jan Wysocki                                    | 1873–1960                                                                       | 19. Jh., 20. Jh.                            | Deutschland (Oberschlesien), Polen       | Beleg: |
| X                                              |                                                                                 |                                             |                                          | |
| Luca Xell                                      | um 1575–1631                                                                    | 16. Jh., 17. Jh.                            | Deutschland, Italien                     | Beleg: und offline. |
| Y                                              |                                                                                 |                                             |                                          | |
| Ovide Yencesse                                 | 1869–1947                                                                       | 19. Jh., 20. Jh.                            | Frankreich                               | |
| Leo Yerxa                                      | 1947 Little Eagle, Ontario bei Fort Frances – 2017 Ottawa                       | 20. Jh., 21. Jh.                            | Kanada                                   | Beleg: |
| Johannes Ykens                                 | 1613 – nach 1680                                                                | 17. Jh.                                     | Niederlande (Südliche N.), heute Belgien | Beleg: |
| Z                                              |                                                                                 |                                             |                                          | |
| Giovanni Zacchi                                | um 1512 – um 1565                                                               | 16. Jh.                                     | Italien                                  | Beleg: und offline. |
| Friedrich Karl Zadow                           | 1862–1926                                                                       | 19. Jh., 20. Jh.                            | Deutschland                              | |
| Jacob Zagar                                    | um 1530 – nach 1580                                                             | 16. Jh.                                     | Niederlande                              | Beleg: |
| Gaetano Zapparelli                             | 1792–1863                                                                       | 19. Jh.                                     | Italien                                  | Beleg: |
| Rihards Zariņš                                 | 1869–1939                                                                       | 19. Jh., 20. Jh.                            | Lettland                                 | Auch Richard Sarrinsch. |
| Hans Zeissig                                   | 1863–1944                                                                       | 19. Jh., 20. Jh.                            | Deutschland                              | Beleg: |
| Arthur Zelger                                  | 1914–2004                                                                       | 20. Jh., 21. Jh.                            | Österreich                               | |
| Juozas Zikaras                                 | 1881–1944                                                                       | 19. Jh., 20. Jh.                            | Litauen                                  | |
| Alfred Zierler                                 | *1933 Himberg bei Wien                                                          | 20. Jh., 21. Jh.                            | Österreich                               | |
| Hubert Albert Zimmermann                       | 1909–1977                                                                       | 20. Jh.                                     | Deutschland                              | Designer der Gedenkmünze 25. Jahrestag der Verkündung des Grundgesetzes für die Bundesrepublik Deutschland am 23. Mai 1949 |
| Thomas Zipperle                                | Graveurmeister, Birkenfeld bei Pforzheim                                        | 20. Jh., 21. Jh.                            | Deutschland                              | Entwurf der Gedenkmünze 5 Deutsche Mark „Gotthold Ephraim Lessing“ 1981. |
| Heinrich Zita                                  | 1882 Essekle bei Znaim, Mähren heute Znojmo, Tschechien – 1951 Wien             | 19. Jh., 20. Jh.                            | Österreich                               | Signaturen: HZ·; H. ZITA |
| Helmut Zobl                                    | *1941                                                                           | 20. Jh., 21. Jh.                            | Österreich                               | |
| Christian Zollmann                             | * um 1820 Wiesbaden                                                             | 19. Jh.                                     | Deutschland                              | Münze Wiesbaden 1845–1859. Sohn von Johann Philipp Zollmann. |
| Johann Philipp Zollmann                        | 1785 Wiesbaden – 1866 ebenda                                                    | 19. Jh.                                     | Deutschland                              | Beleg: |
| Fülöp Zoltán                                   | 1951 Budapest – 2004 ebenda                                                     | 20. Jh., 21. Jh.                            | Ungarn                                   | Monogramm: „FZ“ |
| Képíró Zoltán                                  | 1944 Budapest – 1981 ebenda                                                     | 20. Jh.                                     | Ungarn                                   | Monogramm: „KZ“ |
| Caspar von Zumbusch                            | 1830–1915                                                                       | 19. Jh., 20. Jh.                            | Deutschland und Österreich               | |
| Julius Zumbusch                                | 1832–1908                                                                       | 19. Jh., 20. Jh.                            | Deutschland                              | |
| Hermann zur Strassen                           | * 1927 Frankfurt am Main                                                        | 20. Jh., 21. Jh.                            | Deutschland                              | Entwurf der Humboldt-Gedenkmünze 5 Deutsche Mark 1967 |
| Jan van Zyl                                    | * 1946 Kimberley (Südafrika)                                                    | 20. Jh., 21. Jh.                            | Südafrika                                | Signatur: J. v Z. |

A
B
C
D
E
F
G
H
I
J
K
L
M
N
O
P
Q
R
S
T
U
V
W
X
Y
Z